# Ogaden-oorlog
De Ogaden-oorlog was de oorlog tussen Somalië en Ethiopië van 1977 tot 1978. De oorlog was het gevolg van een plan van de Somalische president Siad Barre, die de Ogaden, een groot stuk land dat historisch door de Somaliërs werd bewoond, wilde verenigen met Somalië.

## Voorgeschiedenis
De Hoorn van Afrika, die via de Rode Zee de toegang verschaft tot het Midden-Oosten, stond tijdens de Koude Oorlog onder grote aandacht van de supermachten. Hoewel Ethiopië, onder keizer Haile Selassie, van oudsher de bondgenoot van het westen was, bracht de militaire staatsgreep van januari 1974 een einde aan deze vanzelfsprekendheid.
Keizer Selassie werd afgezet en de militaire raad, de Derg, werd het nieuwe machthebbende orgaan. De Derg kende vanaf het begin anti-Amerikaanse sentimenten. De Verenigde Staten verloor Ethiopië echter definitief als bondgenoot toen kolonel Mengistu in 1977 de macht greep als nieuwe voorzitter van de Derg, premier en staatshoofd van Ethiopië. Onder Mengistu werd Ethiopië hervormd tot een socialistische staat en werden de banden met de Sovjet-Unie langzaam aangehaald. Aangezien Somalië zich reeds in het communistische kamp bevond, leek Moskou in een luxepositie te verkeren.
Het idee van Moskou om deze staten in een socialistische federatie samen te voegen, werd al snel de kop ingedrukt door het ontluikende Somalische nationalisme. De in 1969 aan de macht gekomen Somalische president Siad Barre propageerde het ‘Groot-Somalië’. Concreet kwam dit erop neer dat Barre uit was op de Ogaden. Het Britse Rijk gaf de regio Ogaden aan Ethiopië in 1891, maar het woestijngebied werd voor een groot deel bewoond door Somaliërs. Daarbij werd Barre gesteund door Somalische verzetsbewegingen in de Ogaden, waarvan de Western Somali Liberation Front (WSLF) al jaren duizenden manschappen bezat.

## De Ogaden-oorlog
Na een bezoek aan Somalië van Fidel Castro en de president van de Sovjet-Unie, Nikolaj Podgorny, kwam Moskou tot de conclusie dat een oorlog tussen de twee bondgenoten onafwendbaar was. Toen op 23 juli 1977 35.000 Somalische militairen, gesteund door 15.000 WSLF-strijders, de Ogaden binnenvielen, begon Moskou al snel met de onderhandelingen met Mengistu. Als gevolg trok Barre zijn conclusie en zette alle Sovjetadviseurs het land uit. Gesteund door de aanzet van Barre, koos Moskou definitief de kant van Ethiopië. Ethiopië leek een logische keuze door zijn grotere omvang en bevolking, zijn grotere strategische belang en de grondstoffenvoorraad. Tevens werd Mengistu boven Barre gekozen, omdat hij als een betrouwbaarder bondgenoot werd gezien door Moskou.
Hoewel Somalië al 60% van de Ogaden in handen had, leek het voor Moskou nog niet te laat om het tij te keren. In totaal werd er 1 miljard Somalische shilling aan wapens ingezet, tevens werden er 15.000 Cubaanse militairen ingevlogen. Daarbij besloot Moskou, met behulp van 1.500 Sovjetadviseurs en twee Sovjetofficieren, waaronder Maarschalk van de Sovjet-Unie Vasili Petrov, op geheel unieke wijze directe controle op het conflict uit te oefenen. Het keerpunt in de oorlog diende zich met deze enorme militaire steun dan ook snel aan. Bij de Somalische aanval op de stad Harar werden de Somalische troepen na een maandenlange strijd verslagen. Tevens raakte de bevoorrading door de voortdurende luchtaanvallen steeds verder in gevaar, waardoor het Somalische leger begin 1978 volledig uitgeput raakte. Nadat Ethiopische troepen de Somalische grens waren gepasseerd, kwam er in februari een Ethiopisch dubbeloffensief tot stand, waardoor Barre zich op 9 maart 1978 genoodzaakt zag om zijn troepen terug te trekken.
Ondanks het verlies van Somalië als bondgenoot van de Sovjet-Unie, had Moskou, mede door de Ogaden-oorlog een nieuwe betrouwbare bondgenoot gecreëerd. Daarbij had Moskou een toegang gekregen tot de Rode Zee, wat van groot belang was na het verlies van Egypte als bondgenoot.

## Voetnoten
1. ↑  Richard Crockat, The fifty years war: the United States and the Soviet Union in World Politics, p. 283
2. ↑  Robert F. Gorman, Political conflict on the Horn of Africa, p. 208
3. 1 2 3 4 5 6 7 8 9 10 11 12 13 14  Gebru Tareke, "Ethiopia-Somalia War," p. 665.
4. 1 2 3  Gebru Tareke, "Ethiopia-Somalia War," p. 664.
5. ↑  Krivosheev, G.F., Russia and the USSR in the wars of the 20th century, statistical study of armed forces' losses (in Russian). Soldat.ru (2001). Gearchiveerd op 29 januari 2008. Geraadpleegd op 1 februari 2008.